# Кошмарно татенце
„Кошмарно татенце“ (на английски: About My Father) е американски комедиен филм от 2023 г. на режисьора Лора Терусо, а сценарият е на 	Себастиан Манискалко и Остин Ърл. Във филма участват Манискалко, Робърт Де Ниро, Ким Катрал, Лесли Биб, Андерс Холм и Дейвид Раше. Премиерата на филма ще излезе по кината на 26 май 2023 г. от Lionsgate.

## Актьорски състав
- Себастиан Манискалко – себе си
- Робърт Де Ниро – Салво Манискалко
- Лесли Биб – Ели
- Андерс Холм – Лъки Колинс
- Дейвид Раше – Бил
- Ким Катрал – Тайгър
- Брет Дайър – Дъг Колинс